# 4027 Mitton
4027 Mitton eller 1982 DN är en asteroid i huvudbältet som upptäcktes den 21 februari 1982 av den amerikanske astronomen Edward L.G. Bowell vid Anderson Mesa Station. Den är uppkallad efter de brittiska astronomerna Jacqueline och Simon Mitton.
Den tillhör asteroidgruppen Nysa.